# 水郷筑波国定公園
水郷筑波国定公園（すいごうつくばこくていこうえん）は、関東平野東部に位置する国定公園。茨城県と千葉県にまたがり、霞ヶ浦、潮来、佐原などの水郷地帯、鹿島神宮、香取神宮、犬吠埼～屏風ヶ浦に至る海岸線を含め水郷国定公園と定めた。1959年3月3日指定。後の1969年2月1日に筑波山、加波山地域を加え水郷筑波国定公園とした。

## 概要
江戸時代から人々に親しまれた景勝地が多く、現在も年間の利用者が多い。また、鹿島、香取など近辺には著名な神社があり、筑波山も山岳信仰で名を高めた地であることから、文化的景観保護の意味合いも強い公園といえる。
なお、同公園は茨城県下では唯一の上級公園である。

## 歴史

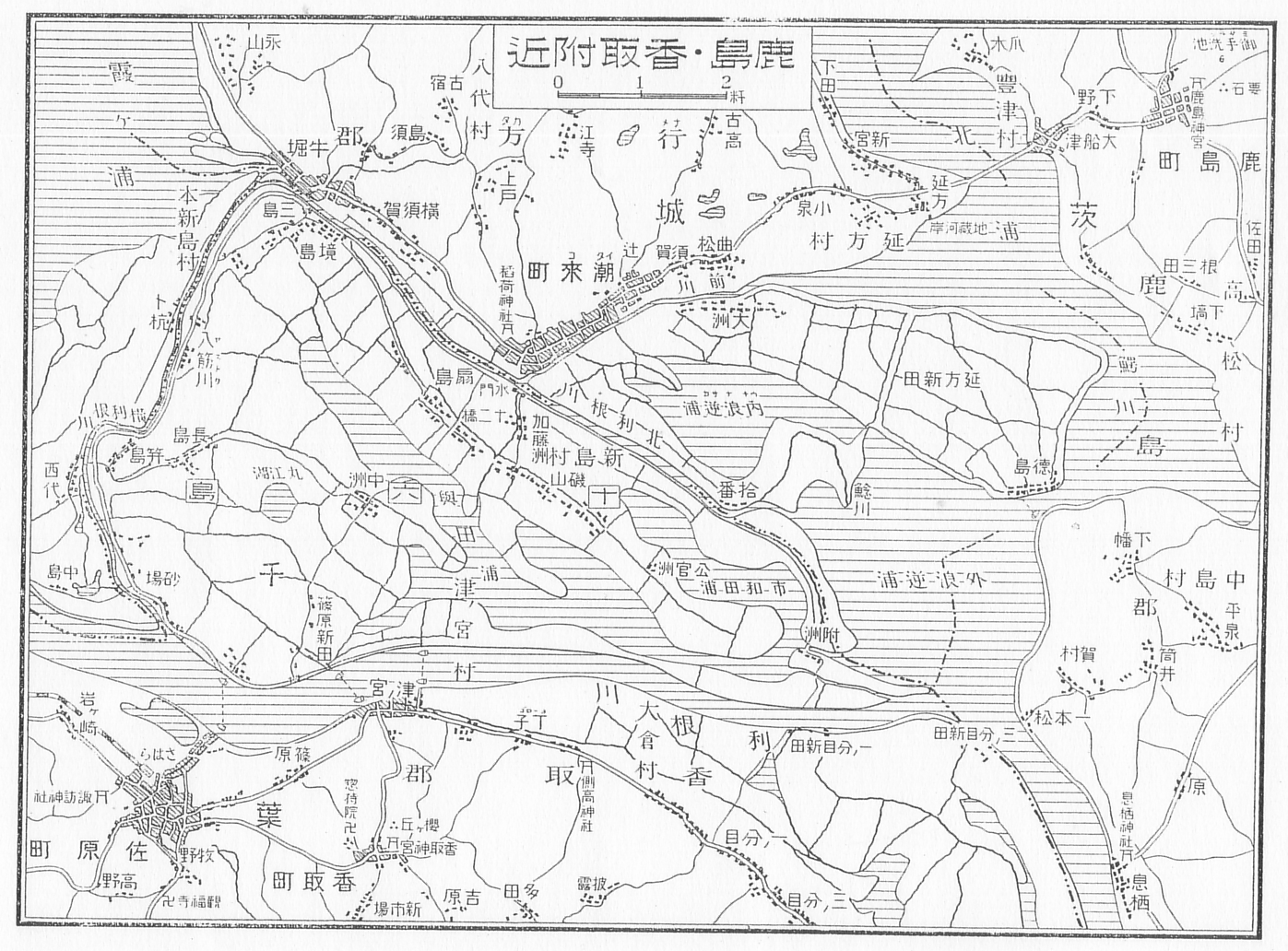
1930年頃（昭和初頭）の鹿島・香取付近の地図。

- 1934年（昭和9年） - 千葉県が水郷として銚子、笹川町から神崎町間の利根川沿岸、香取神宮、手賀沼を千葉県立公園に指定。
- 1951年（昭和26年） - 千葉県・茨城県が「日本水郷国立公園」指定の申請書を厚生省に提出。
- 1951年（昭和26年）11月 - 千葉・茨城両県選出の国会議員により「日本水郷国立公園促進議員連盟」を結成。会長：徳川宗敬、幹事長：山村新治郎 (10代目)。
- 1952年（昭和27年）5月 - 千葉県における「日本水郷国立公園期成同盟会」設立。会長：佐原市長、副会長：銚子市長、東金町長。
- 1959年（昭和34年）3月3日 - 九十九里海岸や筑波山、大洗海岸などの範囲の切捨てを経て、霞ヶ浦沿岸、鹿島神宮、香取神宮、水郷大橋以東の利根川沿岸、横利根川、北利根川、与田浦、下津海岸、神之池、銚子黒生海岸から屏風ヶ浦一帯が水郷国定公園として指定。
- 1962年（昭和37年）6月 - 郵政省が記念切手シリーズとして水郷国定公園の切手を発行。
- 1965年（昭和40年）3月 - 厚生省により水郷国定公園の区域変更が告示され、鹿島開発によって埋立が決定された神之池を国定公園区域から除外される[6]。
- 1969年（昭和44年）2月1日 - 筑波山や加波山を編入し水郷筑波国定公園となる[4]。

## 著名な景勝地
- 筑波山（北緯36度13分31.2秒 東経140度6分24.1秒 / 北緯36.225333度 東経140.106694度）

標高は877mとさほど高くないが、一帯が平坦な平野地帯であるために目立つ。古くからその山容の美しさが称えられてきた。日本百名山のひとつ。
- 加波山（北緯36度17分55.3秒 東経140度8分37.1秒 / 北緯36.298694度 東経140.143639度）
- 霞ヶ浦（北緯36度2分14.2秒 東経140度23分45秒 / 北緯36.037278度 東経140.39583度）
- 鹿島神宮（北緯35度58分7.6秒 東経140度37分53.4秒 / 北緯35.968778度 東経140.631500度）
- 利根川下流（潮来、佐原、十二橋など水郷一帯）
- 香取神宮（北緯35度53分10.4秒 東経140度31分43.2秒 / 北緯35.886222度 東経140.528667度）
- 犬吠埼（北緯35度42分28秒 東経140度52分10.2秒 / 北緯35.70778度 東経140.869500度）
- 屏風ヶ浦（北緯35度42分26.5秒 東経140度47分31.7秒 / 北緯35.707361度 東経140.792139度）

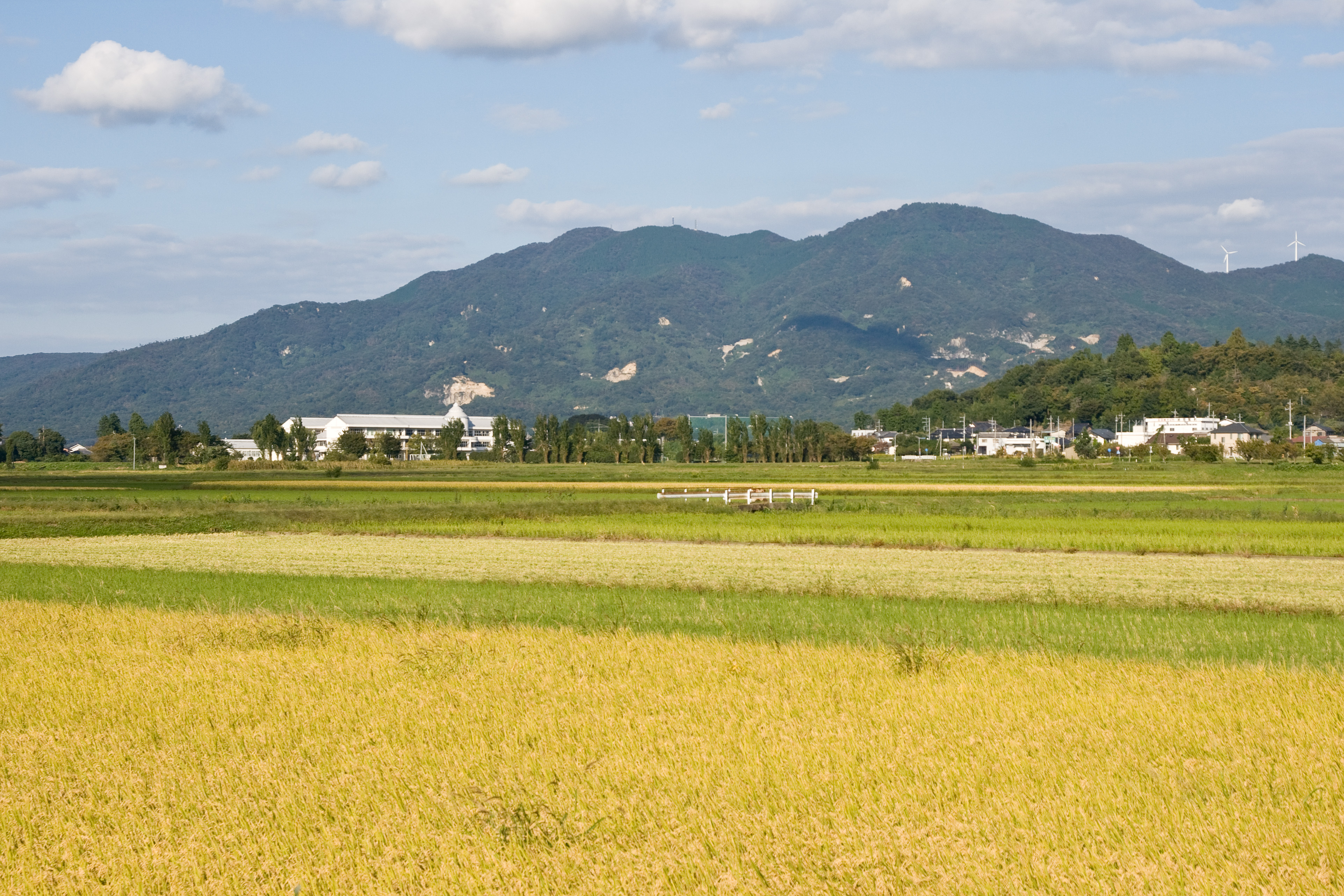
加波山
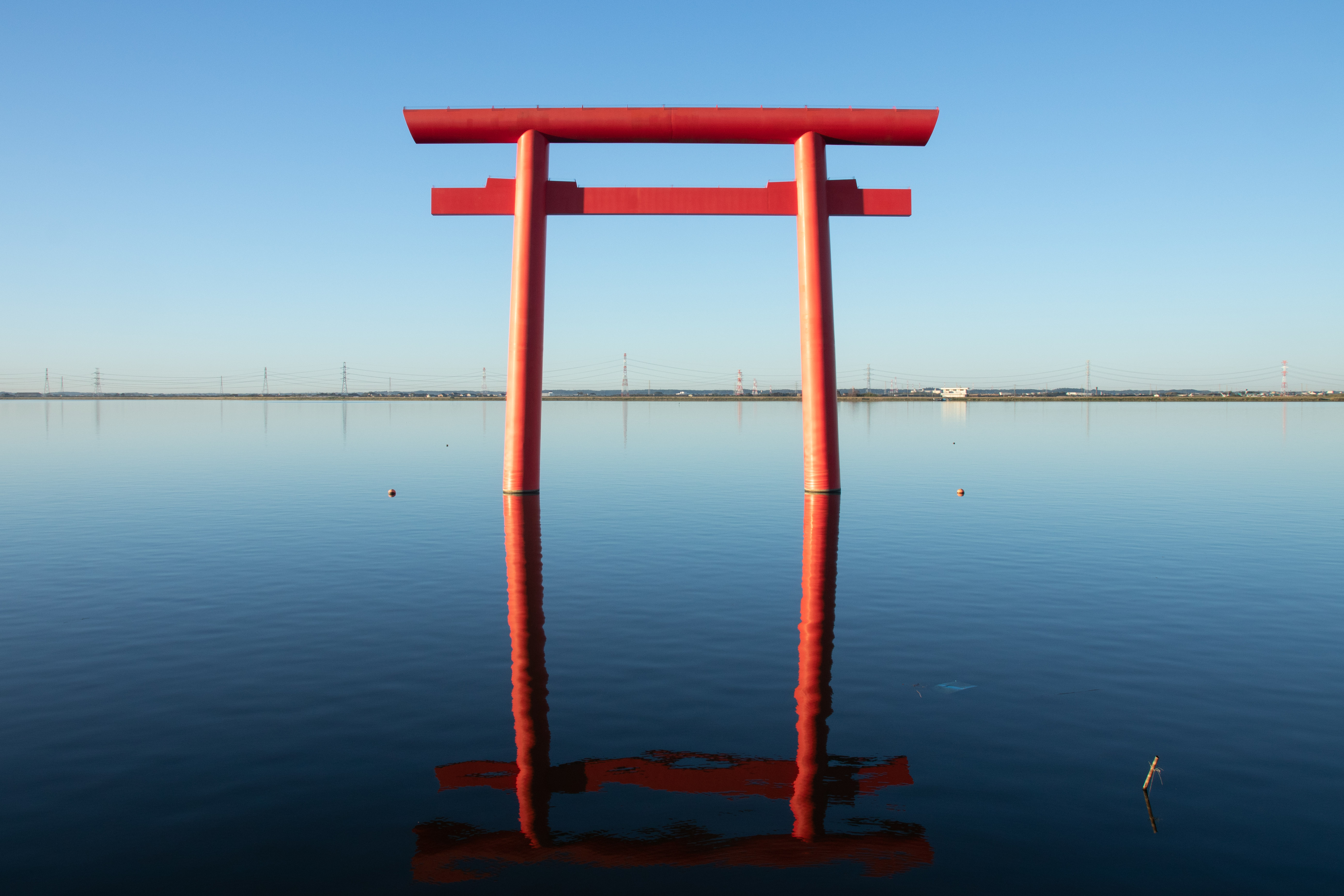
鹿島神宮 西の一之鳥居
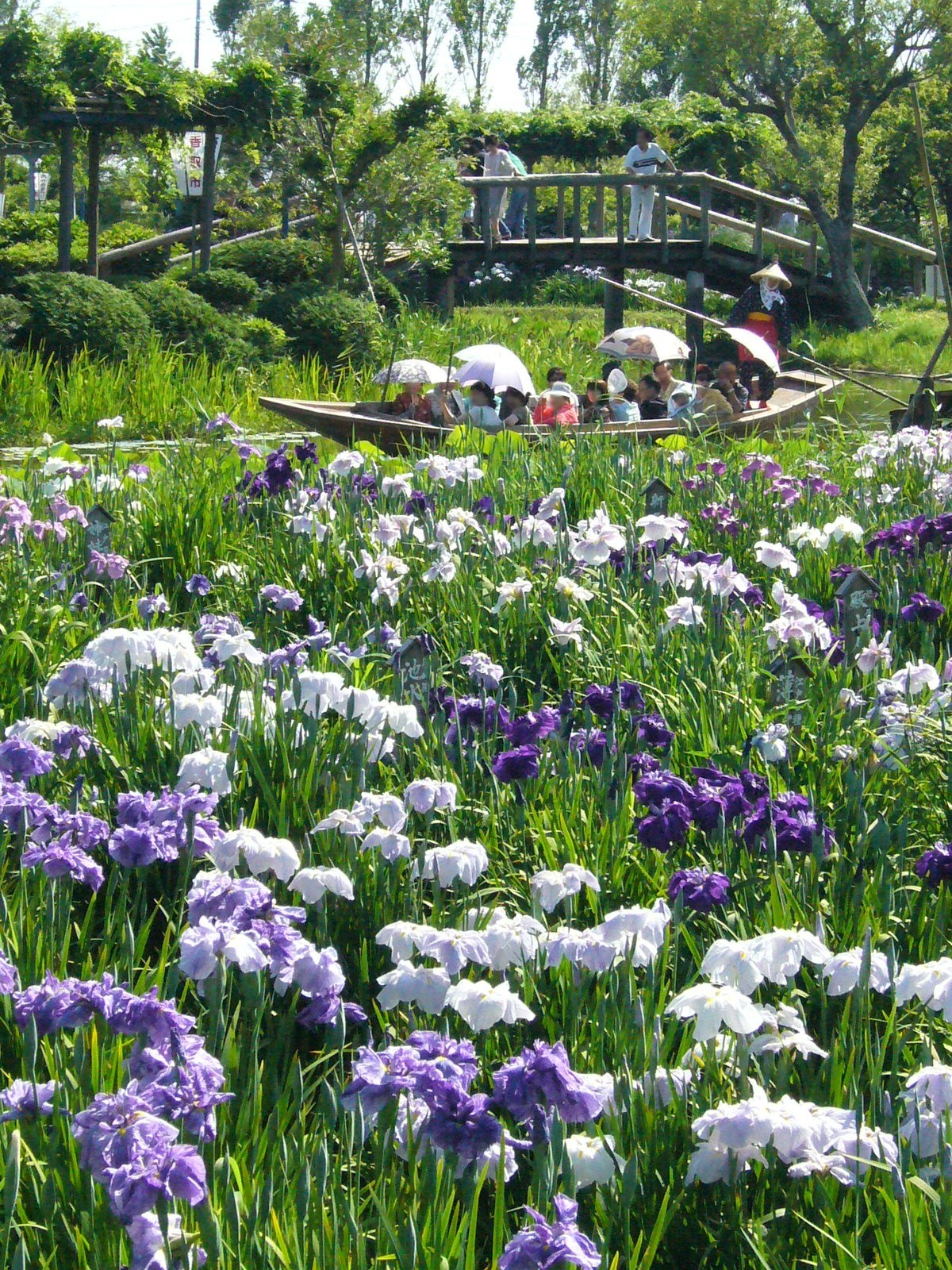
水郷佐原あやめパーク、初夏に花咲くハナショウブ
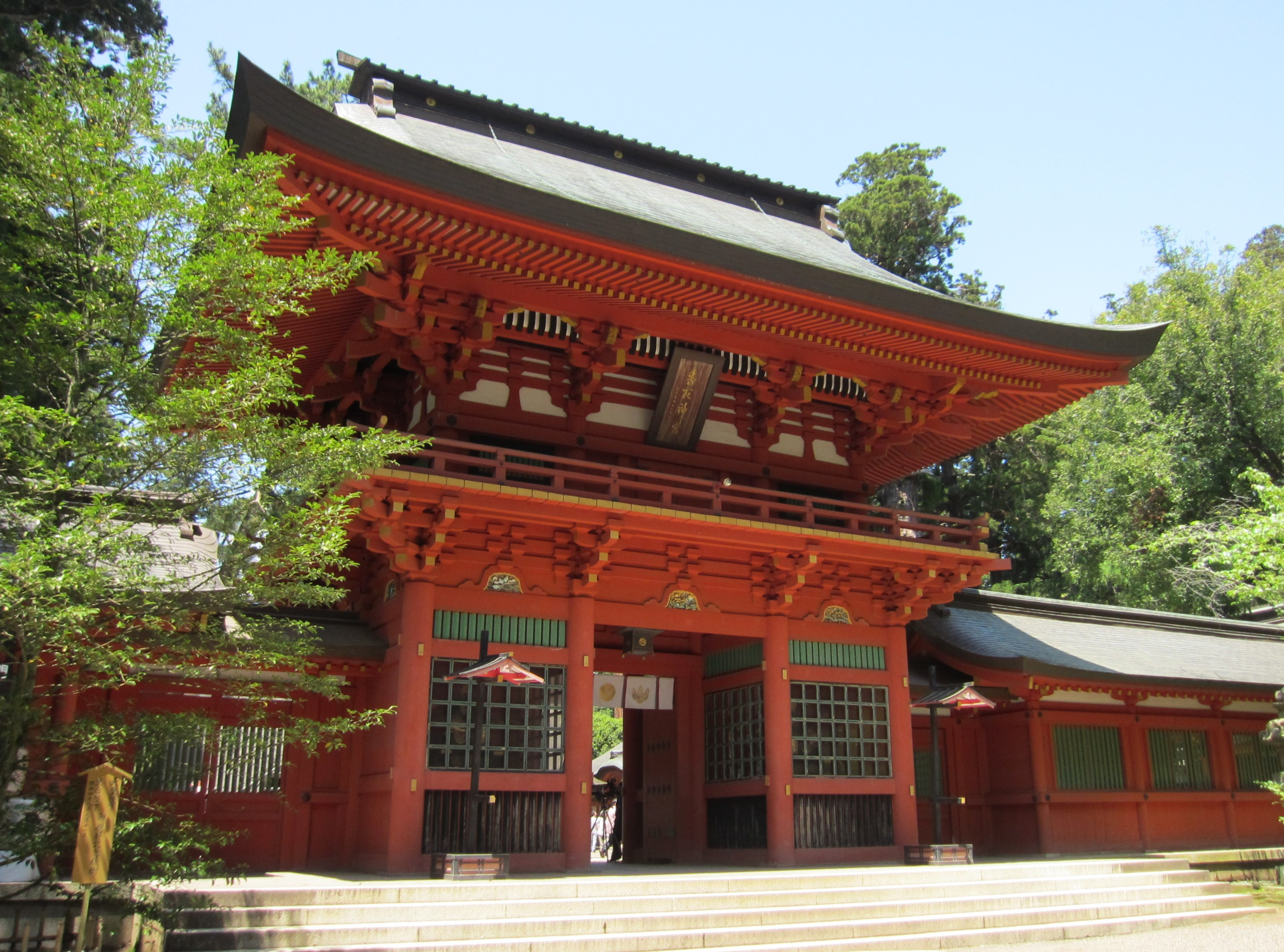
香取神宮 楼門
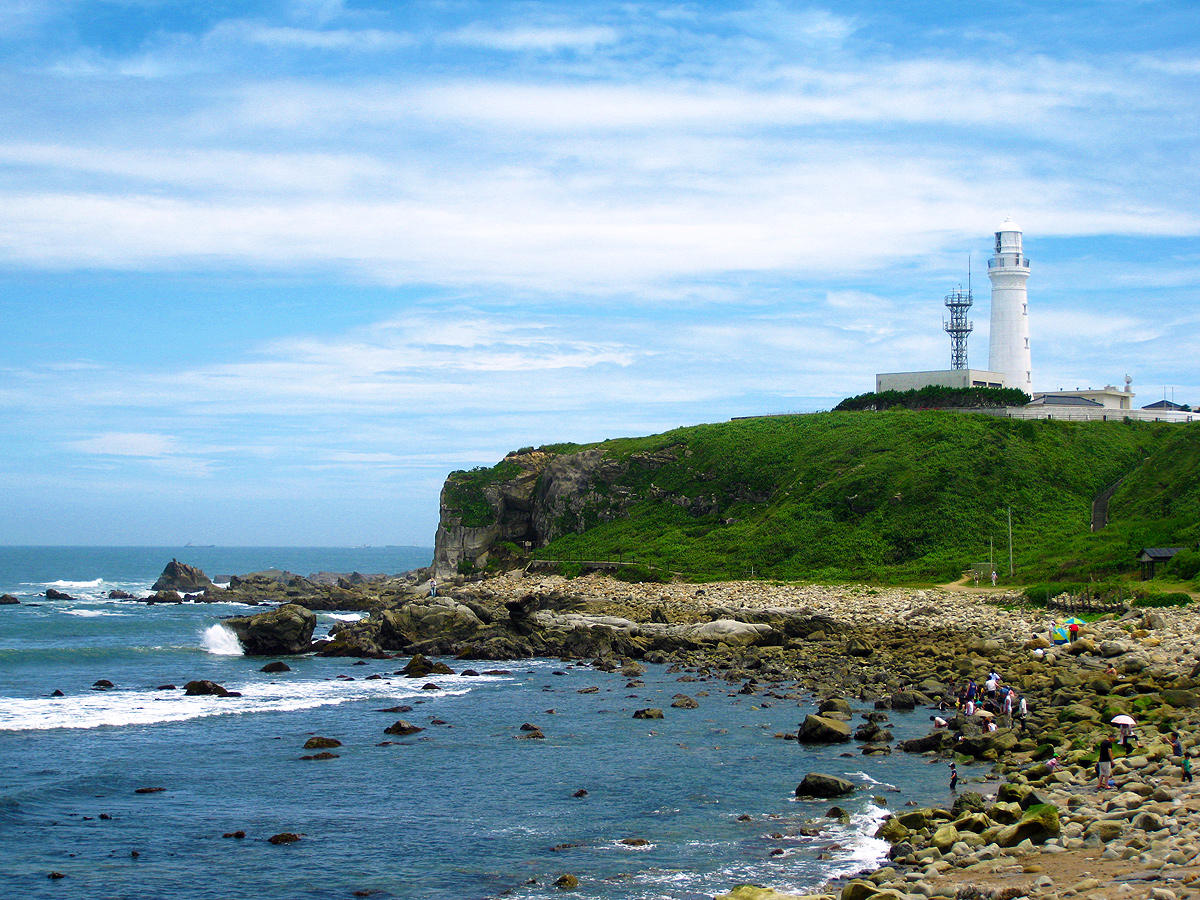
犬吠埼と犬吠埼灯台
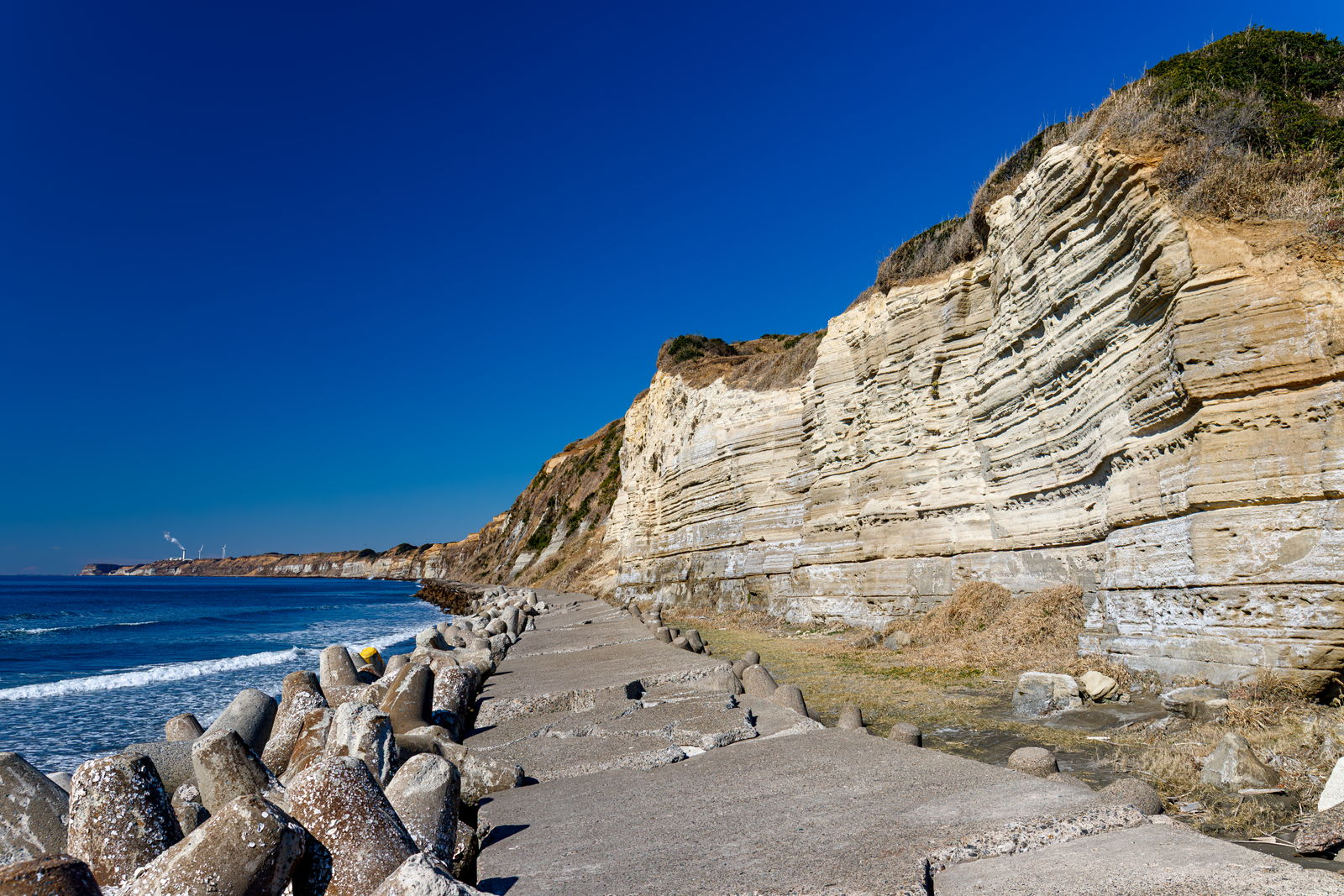
屏風ヶ浦

## 自然
利根川は古くから暴れ川で知られ、そのために下流域一帯には湖沼群が見られる。水郷一帯にはマコモ、ヨシ、ガマ、アサザ、ヒシなどが繁茂し、水生植物の宝庫である。潮来はアヤメなど湿地植物の繁茂が見られ、古くから人々の目を楽しませてきた。聖域として保護されてきた鹿島神宮の社叢にはスダジイ、タブノキの巨木も見られる。筑波山麓は植生の垂直分布が見られ、山麓には暖地性のアカマツなど、標高500m以高は落葉広葉樹、そして山頂にはブナ林が確認。
地質学的には屏風ヶ浦が特筆され、海蝕による断崖形成が顕著である。
動物では霞ヶ浦はオオヨシキリ、カイツブリ、コサギなど、犬吠埼ではウミウ、ウミネコなどの海鳥類が多く渡来し、その姿を確認できる。筑波山地一帯も禽獣の宝庫で、ホンドキツネ、ニホンリス、ムササビ、ニホンイタチ、テン、ニホンノウサギ、ニホンアナグマ、タヌキ、ハクビシン、イノシシのほか、カワセミ、オオタカ、フクロウ、などの鳥類も見られる。